# Sexualtherapie
Sexualtherapie soll bei Schwierigkeiten mit dem Sexualleben oder bei krankheitsbedingten Störungen helfen, die sich im Sexualverhalten und/oder im sexuellen Erleben äußern, beispielsweise bei Abnahme des sexuellen Verlangens (Sexuelle Appetenzstörung).

## Der Begriff
1980 sprach sich der Sexualwissenschaftler Volkmar Sigusch gegen die Verwendung dieses Begriffes aus. Er hielt ihn für wissenschaftlich unsinnig, da sich „die Störungen des Liebes- und Geschlechtslebens weder krankheitstheoretisch noch behandlungstechnisch von anderen psychosozialen Erkrankungen des Menschen unterscheiden“. Dennoch hat sich der Begriff inzwischen als Bezeichnung für die Behandlung von sexuellen Funktionsstörungen im wissenschaftlichen Diskurs ebenso durchgesetzt wie in der Umgangssprache und den Medien.

## Einordnung sexueller Störungen
Sexuelle Probleme können Folgen einer körperlichen oder psychischen Erkrankung sein. Auch Konflikte in einer Beziehung tragen manchmal dazu bei. Je nach Pathogenese fällt die Behandlung zunächst in den Bereich der Psychotherapie bzw. der beratenden Psychologie oder eines Facharztes.
Sexuelle Störungen können vorübergehender Art sein. Wenn die betroffene Person bzw. die Partnerschaft dadurch belastet wird, entsteht im Laufe der Zeit ein Leidensdruck. Ob eine sexuelle Neigung bzw. das daraus resultierende Verhalten als Störung empfunden wird, hängt von den betroffenen Personen ab. Umgekehrt können daraus Konflikte in einer Beziehung entstehen.
Viele sexuelle Störungen finden sich in der von der WHO herausgebenden Internationalen Klassifikation der Krankheiten, kurz ICD.

## Verbreitung
Die Unzufriedenheit mit dem eigenen Sexualleben ist weit verbreitet. In einer US-amerikanischen Studie gaben 43 % der Frauen und 35 % der Männer an, unter sexuellen Störungen zu leiden. Besonders häufig sind die männliche Erektile Dysfunktion unterschiedlicher Genese, Orgasmusstörungen sowie Appetenzstörungen. Seltener, aber oft umso dramatischer für den Betroffenen, ist der Bereich der Paraphilien.

## Ursachen

Limbisches System

Die Ursachen sexueller Probleme können vielfältig sein. Grundsätzlich können mindestens sechs Bereiche unterschieden werden:
- offensichtliche oder unbekannte, z. B. frühkindliche Traumata[7]
- andere verletzende Erfahrungen
- psychische Störungen
- Beziehungsprobleme
- konkurrierende soziale Normen
- körperliche Probleme[8]

Meist sind mehrere Faktoren an der Entstehung einer sexuellen Störung beteiligt. Viele laufen über den Hypothalamus und das limbische System  („Sex entsteht im Gehirn“).

## Diagnostik
Zu einer Diagnose sind verschiedene Analysen und Untersuchungen erforderlich. Diese werden von Ärzten und Sexualtherapeuten durchgeführt, oft in einer oder mehreren Sitzungen mit dem Betroffenen, ggf. auch mit Einbindung des Partners. Hierzu gehören:
- Anamnese hinsichtlich der sexuellen Entwicklung
- Familienanamnese (Beziehung zu Vater und Mutter und zu Geschwistern, Beziehung der Eltern, Vorbilder)
- Analyse der aktuellen Beziehung (Kennenlernen, weiterer Verlauf, aktueller Stand) und des Sexuallebens (Lust, Erregung, Kontakt, Orgasmus)
- Untersuchung des Hormonspiegels und der entsprechenden Organe

Liegt einer sexuellen Problematik eine psychische Erkrankung zugrunde, so muss diese zuerst medizinisch und/oder psychotherapeutisch in Angriff genommen werden, bevor die sexuelle Störung behandelt werden kann. Gegen eine primäre Sexualtherapie sprechen daher meist Erkrankungen wie z. B. Depressionen, Psychosen, Angststörungen, Persönlichkeitsstörungen, Suchterkrankungen.

## Beratungsanlässe
Die vielschichtigen Ursachen für sexuelle Störungen führen zu verschiedenen Beratungsanlässen. Die Ursachenforschung im Bereich der Sexualtherapie gestaltet sich daher in der Regel als komplex.

### Lustlosigkeit
Lustlosigkeit, auch Appetenzstörung genannt, ist eines der häufigsten Themen in der Sexualtherapie. Dass in längeren Beziehungen in der Regel das sexuelle Begehren abnimmt, findet in Studien Bestätigung.
Nur wenige Paare sprechen offen und frei über ihre eigenen sexuellen Wünsche und über die gemeinsame Erfüllung. Oft gibt es Ängste und Unsicherheiten, manchmal kommt es zu gegenseitigen Verletzungen, über die ebenfalls nicht gesprochen wird. Dies kann zu Libidoverlust führen und sich bis zur Aversion steigern.
Lustlosigkeit kann auch ein Ausdruck von abgewehrten Bedürfnissen sein, die der Betroffene bei sich selbst oder seinem Partner verurteilt. Auch Anzeichen eines Paarkonflikts sind denkbar.

### Impotenz
Bei Männern äußert sich Impotenz durch ungenügende oder fehlende Steifheit des Penis oder vorzeitige Erschlaffung (Erektionsstörung). Bei Frauen zeigt sich Unlust durch unzureichende Feuchtigkeit in der Scheide, umgangssprachlich als Frigidität bezeichnet. Manchmal entwickelt sich dann ein ausgeklügeltes Vermeidungsverhalten gegen sexuelle Situationen, bis hin zu einer ausgeprägten Phobie. Bei Frauen tritt dies zum Beispiel während der Schwangerschaft auf und kann sich nach der Geburt verstärken. Ein weiteres Symptom bei Frauen ist das verkrampfte Zusammenziehen der Scheide, was das Eindringen verhindert.

### Orgasmusstörung
Der Mann hat einen vorzeitigen Samenerguss oder gar keinen Samenerguss. Oder er ejakuliert zwar, aber empfindet wenig oder gar nichts dabei. Die Frau erreicht selbst bei gefühlvollem, intensivem Streicheln keinen Orgasmus. Damit verbunden ist oft eine tiefe Angst vor dem anderen Geschlecht oder eine grundsätzliche Befürchtung vor Kontrollverlust.

### Körperliche und medizinische Ursachen
Alkohol hat ab 0,4 Promille eine negative Wirkung. Ebenso können Drogen und viele Medikamente (bei Psychopharmaka 50 % aller Langzeittherapien) zu sexuellen Störungen führen; manche Substanzen haben jedoch auch eine enthemmende Wirkung. 56 % der Raucher leiden an sexuellen Störungen. Bei Bluthochdruck leiden 17 % der unbehandelten und 25 % der behandelten Männer an Erektionsstörungen. Gefäßverkalkung (Arteriosklerose). 5 % der Störungen sind Hormonstörungen (Testosteronmangel). 90 % der MS-Patienten leiden an Impotenz. Viele Störungen sind Folge einer Genitaloperation (Prostata). Körperliche Behinderungen können ein normales Sexualleben schwierig machen.

### Weitere Anlässe
Zu nennen sind hier u. a. Störungen der Geschlechtsidentität. Das betrifft Menschen, die ihr physisch-biologisches Geschlecht nicht als ihr psychisch-soziales empfinden. Weiterhin können Andersartigkeit (eine Neigung, die der Partner nicht haben will), Sexsucht oder sexueller Missbrauch Anlass sein.
Von Bedeutung für die Sexualtherapie sind, Leidensdruck vorausgesetzt, auch die Paraphilien („Perversionen“), wie etwa Exhibitionismus, Fetischismus, Voyeurismus, Frotteurismus, Sadomasochismus, Sodomie. Entscheidend für die Beurteilung ist die konkrete Ausprägung des Verhaltens, das eigene Leiden des Betroffenen, die mögliche Gefährdung Dritter und die Stärke der Impulskontrolle. Bei pädophilen Neigungen sowie bei Paraphilien mit dem Risiko der Schädigung Dritter gilt eine Sexualtherapie als zwingend geboten.

## Therapie
Zur Einordnung der Anliegen von Klienten und der verschiedenen sexualtherapeutischen Ansätze ist das vierstufige PLISSIT-Modell von Jack S. Annon sehr hilfreich.
Sexualtherapeuten arbeiten bisweilen in freier Praxis, oft aber auch in einer sexualtherapeutischen Ambulanz oder Beratungsstelle. Es gibt psychotherapeutische und psychologisch beratende Verfahren. Welches Vorgehen konkret gewählt wird, hängt von der Fragestellung ab.
Bei schweren Störungen mit Krankheitswert ist eine Behandlung durch einen Facharzt für Psychiatrie angezeigt. Klassische Psychotherapie kann bei verschiedenen Indikationen hilfreich sein. Bei tiefen Verletzungen, z. B. durch sexuellen Missbrauch, steht das traumatische Problem im Vordergrund. Häufig angewandte und von den Krankenkassen anerkannte Verfahren sind die Verhaltenstherapie, die Gesprächstherapie, die Psychoanalyse und die Tiefenpsychologie.
Wegbereiter waren die Sexualtherapeuten Masters und Johnson. Sie entwickelten in den 1960er Jahren praktische Übungen und arbeiteten direkt am Sexualverhalten des Betroffenen. Die von Masters und Johnson entwickelte Methode wird als sensate focus oder sensate focusing bezeichnet. Im deutschen Sprachraum wird dieses sexualtherapeutische Programm auch als „Sensualitätstraining“ bezeichnet. Dabei bezeichnet sensate focus weniger eine Methode, sondern eher ein Übungsprogramm, das darauf ausgerichtet ist, schrittweise einschränkende Ängste zu überwinden und in der sexuellen Begegnung Entspannung zu erreichen.
Bei den Übungen können die Partner des Klienten einbezogen werden. Dabei geht es um grundlegendes Wissen über den Körper und die sexuelle Energie, um die eigene Wahrnehmung über sich selbst und um die eigene Lust, die oft neu entdeckt werden muss. Es geht dabei auch um die Wahrnehmung des Partners und dessen Lust, um den Ausdruck von Wünschen und Gefühlen und das gemeinsame Gespräch, um Erfahrung und Übung von Atem, Berührung, Massage, Erregung und Erleben des Höhepunktes.
Zwischen den Sitzungen erhalten die Paare Hausaufgaben, um Gelerntes zu üben und neue Erfahrungen zu machen.
Vereinzelt werden auch integrative Ansätze praktiziert, bei denen analytische, systemische, verhaltenstherapeutische und kathartische Methoden verbunden werden, ergänzt durch Selbsterfahrung in neotantrischen und therapeutischen Gruppen. Die Verbindung von hypnotisierenden Verfahren mit dem Humanistischen Psychodrama (Hans-Werner Gessmann 1976) stellt eine Option dar.
In der Urologie werden Sexualstörungen meist als „Funktionsstörung“ betrachtet. Urologen sind spezialisiert auf chirurgische, medikamentöse und Hormon-Behandlung (beispielsweise Prostata-Operation, Sildenafilbehandlung, Testosteronbehandlung). Sexualtherapie gehört nur selten zum Angebot des Urologen.

## Alternativen
Zur Verbesserung des Sexuallebens im Alltag gibt es weitere Möglichkeiten. Die bekanntesten sind: Gesprächstraining (Michael Lukas Moeller), Partnerschaftseminare, Tantraseminare (bei denen es genau genommen nicht um Tantra, sondern Neo-Tantra geht), Massageworkshops oder einfach ein abwechslungsreicheres Programm (z. B. erotische Massage), Verwöhn- und Wunsch-Tage, Phantasien erzählen und umsetzen, erotische Filme, Rollenspiele, ungewöhnliche Orte und vieles mehr.
In der Traditionellen Chinesischen Medizin betrachtet man Sexualstörungen nach der Fünf-Elemente-Lehre als Folge von „Schwäche des Nieren-Yang“ verbunden mit einem „Leber-Qi-Syndrom“ (wie auch die Depression) und behandelt mit entsprechender Akupunktur und Ernährungsverschreibungen (Zinkmangel = Testosteronmangel).

## Sexualtherapeutische Angebote in Deutschland
Bekannt sind das Institut für Sexualforschung, Sexualmedizin und Forensische Psychiatrie am Universitätsklinikum Hamburg und das Institut für Sexualwissenschaft und Sexualmedizin an der Berliner Charité, wobei letzteres beispielsweise mit der Medizinischen Hochschule Hannover zusammenarbeitet.
Daneben gibt es Einzeltherapeuten, die entsprechend fachlich ausgewiesen sind, und nichtuniversitäre, privatwirtschaftliche Institute. Eine eigene Richtung ist die Systemische Sexualtherapie nach Ulrich Clement.
In Deutschland gibt es gemäß einer Bedarfsanalyse zu wenige Sexualtherapeuten. In der hausärztlichen Behandlung werden Patienten nur selten nach ihrem Sexualleben befragt (11 %) und nur 2–5 % der Betroffenen suchen von sich aus Hilfe. Auch in der psychotherapeutischen Ausbildung und Praxis kommen Fragen der sexuellen Gesundheit oft zu kurz.